# 2008 في المغرب
فيما يلي قوائم الأحداث التي وقعت خلال عام 2008 في المغرب.

## سياسة

### تعيين في المنصب
- 7 نوفمبر – عبد القادر لشهب سفير المغرب لدى روسيا.

### انتهاء فترة المنصب
- 6 نوفمبر – عبد القادر لشهب سفير المغرب لدى اليابان.

## كتب
- انظر قائمة الكتب المنشورة في المغرب سنة 2008.

## أفلام
من الأفلام التي صدرت هذه السنة في المغرب:
- 1 يناير – الإسلام يا سلام من إخراج سعد الشرايبي.
- 1 يناير – فرنسية من إخراج سعاد البوهاتي.
- 1 يناير – كازانيكرا من إخراج نور الدين لخماري.
- 1 يناير – وداعا أمهات من إخراج محمد إسماعيل.
- زمن الرفاق من إخراج محمد الشريف الطريبق.

## موسيقى

### أغاني
من الأغاني التي صدرت هذه السنة في المغرب:
- 1 يناير – قلبك ينتمي إلي من غناء هند العروسي.

## وفيات

### مارس
- 9 مارس – سامي المغربي (مواليد 1922) موسيقي مغربي.

### يوليوز
- 20 يوليو – محمد لفتح، كاتب روائي مغربي (61 سنة).

### أغسطس
- 12 أغسطس – عبد الصادق ربيع (مواليد 1945) سياسي مغربي.

### سبتمبر
- 28 سبتمبر – عبد الكريم الخطيب (مواليد 1921)

### نوفمبر
- 13 نوفمبر – عبد الوهاب بنمنصور (مواليد 1920) مؤرخ مغربي.
- 13 نوفمبر – مصطفى عكاشة (مواليد 1933) سياسي مغربي.
- 17 نوفمبر – محمد الحبيب الفاسي الفهري (مواليد 1932)

### دجنبر
- عبد العزيز خلوق التمسماني (مواليد 1943) مؤرخ مغربي.